# Esbart dansaire santvicentí
L'Esbart Dansaire Santvicentí va ser fundat l'any 1948 amb la intenció d'agrupar bona part del jovent de Sant Vicenç de Castellet, per dur a terme una tasca de coneixement i divulgació de les danses populars catalanes. Evidentment, hi havia implícita la intenció d'aportar un motiu d'esplai i associacionisme, tan necessari com útil en aquell moment, donades les característiques socials i polítiques del país.

## Orígens
Valentí Santacreu, Pere Vall i Joan Masafret, juntament amb Pere Canal, van ser decisius en la creació de l'Esbart. Van aconseguir formar un nodrit Esbart Dansaire Santvicentí de record inesborrable format per un gran nombre de joves i infants, distribuïts en tres grups segons les seves edats.
Van començar seixanta-quatre nois i setze noies, els quals s'encarregaven de fer córrer la notícia de la nova agrupació, casa per casa, i animaven els joves perquè s'hi unissin. Van aconseguir grans èxits tant dins de la població com fora d'ella. L'Ajuntament de Barcelona fins i tot va contractar el grup de grans per a actuar durant més d'un any en els festivals folklòrics que se celebraven al parc de Montjuïc. La colla de grans van ballar per primer cop el 1948 amb l'Esbart consolidat, el Ball de Gitanes a l'Ateneu de Sant Vicenç, acompanyats de la cobla La Principal de Bages. Els més petits ballaven els balls més comuns de les nostres terres, mentre que els més grans donaven a conèixer solament les tradicionals Gitanes. Antoni Reguant, director de l'Esbart Manresà del 1939 fins al 1953, ensenyava els passos bàsics que havien d'aprendre els més petits de l'Esbart. Aquest grup era dirigit pel Sr. Ramon, que venia de Caldes de Montbui i era cosí d'en Pere Canal, secretari de l'ajuntament de Sant Vicenç.
Fou a partir de 1981 que s'inicià una nova etapa, sota la direcció de Joan Manel Miquel i Vallejo i Eva Ortega qui, amb l'objectiu de consolidar l'entitat com a ballet folklòric en un intent d'enaltir la dansa catalana d'arrel tradicional, optà per la via de l'espectacle tot combinant la tècnica que exigeix la dansa escènica amb l'arrel popular que inspira els seus muntatges i coreografies.
Des de la refundació de l'Esbart Dansaire Santvicentí el 1981 han estat vàries les persones que n'han assumit la direcció fins a l'actualitat, transmetent cada una d'elles el seu caràcter i la seva empremta en el perfil i la trajectòria de l'Esbart: Lluís Oliveras (1999-2003), Alba Malo (2003-2008), Lluïsa Ratera (2008-2009), Mª Alba Grauvilardell (2009-2013), Noèlia Arjona, Mª Alba Grauvilardell i Alba Malo (2013-2018) i en l'actualitat l'Alba Malo. Durant aquests anys han estat nombroses les actuacions no només en teatres i places de gairebé tot Catalunya sinó també més enllà de les nostres fronteres.